# Frytki

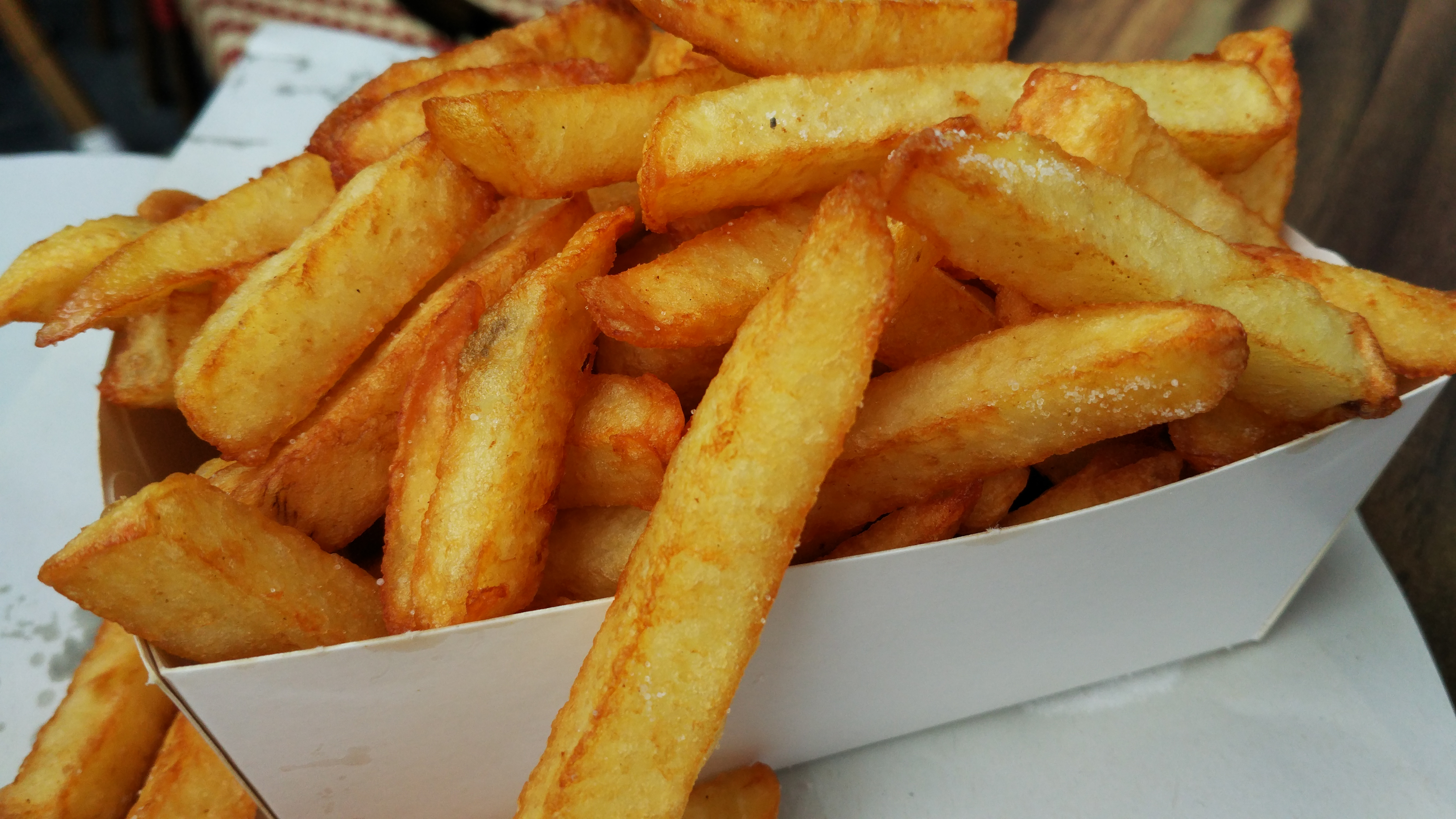
Frytki

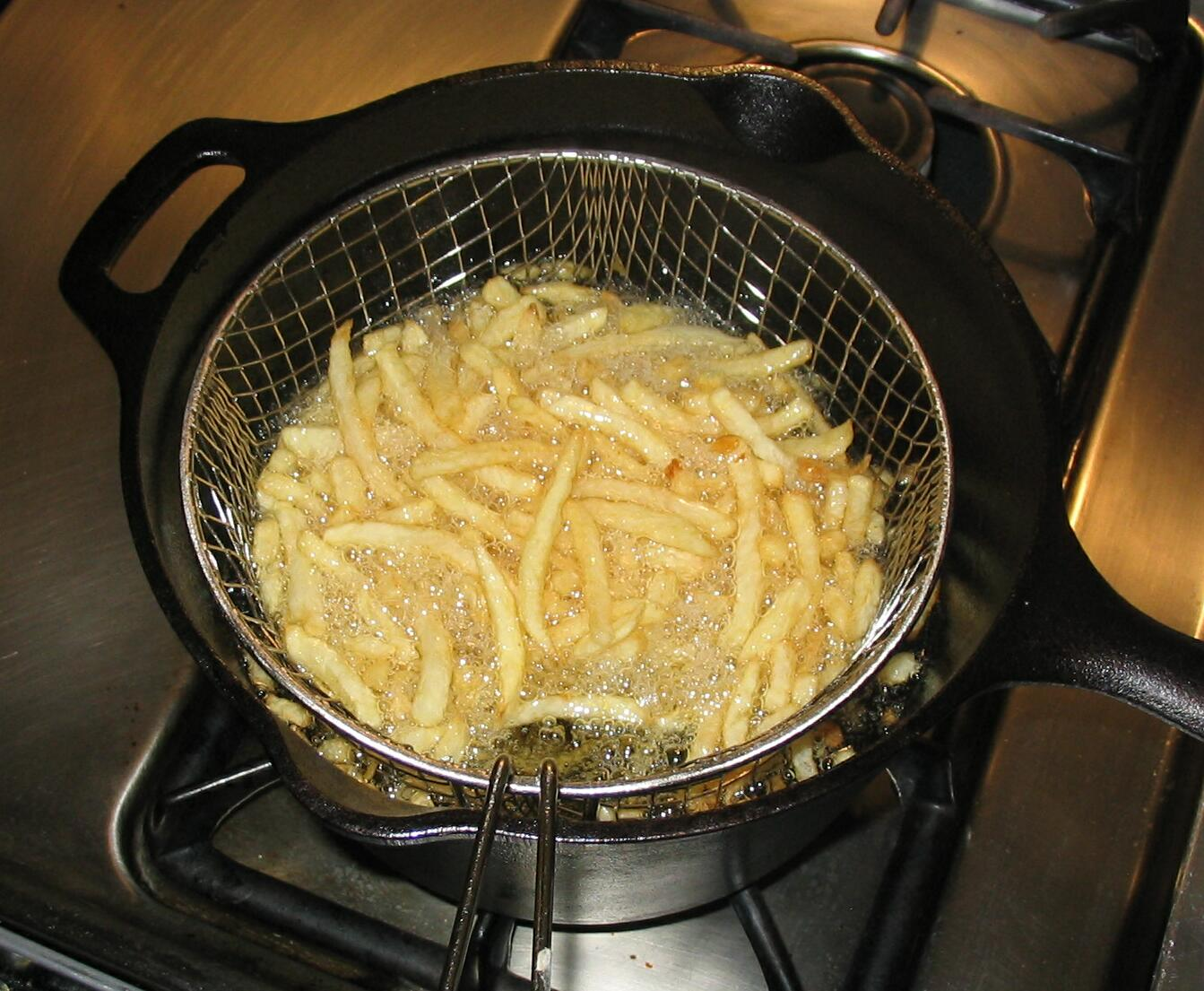
Smażenie frytek

Frytki (fr. pommes de terre frites, czyli ziemniaki smażone) – pokrojone w kształt słupków i smażone w głębokim tłuszczu ziemniaki albo inne warzywa, które są rzadziej stosowane (np. marchewki lub buraki). Podawane jako samodzielny posiłek typu fast food lub jako dodatek do potraw pieczonych lub smażonych, np. ryb.
Tradycyjnie, w kraju pochodzenia – Belgii, stosowano do smażenia łój wołowy. Pod względem dietetycznym frytki są potrawą ciężkostrawną. Zawierają dużo tłuszczu, który poddany został wysokiej temperaturze smażenia.
Innym sposobem przygotowania frytek jest pieczenie.

## Przyrządzenie
Obrane, wypłukane i dokładnie osuszone ziemniaki, odpowiednio pokrojone („paille” – słomka, „allumettes” – grubość zapałki, „chips” – plasterki, „Pont-Neuf” – słupki o szerokości 1 cm itp.) smaży się najpierw w 170–175 °C ok. 3 minut, a następnie dosmaża na złoto w 190 °C. Stosując dobre techniki smażenia, można spowodować, aby frytki były mniej ciężkostrawne. Można je np. usmażyć z użyciem oleju z ryżu (mniej wnika w potrawy niż inne oleje, posiada wysoką temperaturę dymienia rzędu 210 °C, co powoduje, że nie przypala się podczas długiego smażenia) oraz w niższej temperaturze (rzędu 130–150 °C). Wadą tego rozwiązania jest dłuższy okres smażenia. Smażąc frytki warto do tego celu używać frytkownicy z wbudowanym termostatem (nie dopuszcza do przekroczenia określonej temperatury, czyli w efekcie przegrzewania się oleju). Od 2010 roku, w sprzedaży dostępne są również frytkownice, w których proces smażenia odbywa się za pomocą odpowiednio wysterowanego strumienia gorącego powietrza. Frytki można smażyć także w innych naczyniach, np. w głębokim garnku lub na patelni.

## Sposoby podania
Na całym świecie istnieje wiele preferencji odnośnie do spożywania frytek. Popularnym jest jedzenie frytek tylko posolonych, z keczupem, rzadziej z majonezem lub octem. Wśród pełnoletnich (18+) Brytyjczyków najpopularniejsza jest wersja z solą i octem, przy czym keczup również cieszy się dużą popularnością (65% respondentów preferuje jako dodatek sól, 57% ocet a 43% keczup).
W Wielkiej Brytanii spożywa się rybę z frytkami (fish and chips). W Stanach Zjednoczonych oraz w Europie kontynentalnej są spożywane z solą i/lub ketchupem. Czasami są spożywane z sosami „domowej roboty”, np. wymieszany majonez, ketchup oraz musztarda. Frytki można jeść posługując się palcami, widelcem lub wykałaczką.
Frytki belgijskie to frytki grubo pokrojone, smażone dwukrotnie, ze specjalnych ziemniaków, które są podawane zwykle z majonezem.

## Negatywny wpływ na zdrowie
Najczęściej wskazywany negatywny efekt częstego spożywania frytek jest związany z faktem, że potrawa ta zawiera w sobie dużą ilość tłuszczów nasyconych. W restauracjach, gdzie frytki przyrządza się w dużych frytkownicach, istnieje konieczność stosowania łoju lub uwodornionych olejów roślinnych, gdyż tylko takie tłuszcze wytrzymują długie, wielokrotne smażenie. Powoduje to, że częste spożywane frytek zwiększa ogólne spożycie tłuszczów nasyconych i zmniejsza spożycie tzw. niezbędnych nienasyconych kwasów tłuszczowych, czego skutkiem jest wzrost ryzyka wystąpienia chorób miażdżycowych. Dlatego do przyrządzania frytek zaleca się stosowanie rafinowanego oleju rzepakowego zamiast tradycyjnej frytury opartej na łoju. Dobrej jakości olej rzepakowy jest jednak znacznie droższy.
Drugim ryzykiem związanym ze spożywaniem frytek i ogólnie wszelkich form smażonych ziemniaków jest fakt, że zawierają one powstający w czasie ich przyrządzania akrylamid. Trzynastoletnie badania przeprowadzone na Uniwersytecie Maastricht w Holandii na populacji 120 000 osób w wieku od 55 do 77 lat dowiodły zdaniem badaczy, że częste spożywanie frytek zwiększa ryzyko zachorowania na raka wątroby o 60% w stosunku do osób, które nie mają tej potrawy w swojej diecie.
Naukowcy z Harvard School of Public Health i Karolinska Institute w Sztokholmie nie potwierdzili żadnej korelacji między wzrostem zachorowań na raka układu pokarmowego i spożywaniem produktów zawierających akrylamid.